# Campionati del mondo di BMX - Cronometro femminile Elite
La Gara Donne Elite a cronometro è uno degli eventi disputati durante i Campionati del mondo di BMX UCI. Per la prima volta fu corso nel 2011.

## Albo d'oro
Aggiornato all'edizione 2016.
| Anno | Vincitrice        | Seconda           | Terza             |
| ---- | ----------------- | ----------------- | ----------------- |
| 2011 | Shanaze Reade     | Caroline Buchanan | Mariana Pajón     |
| 2012 | Caroline Buchanan | Shanaze Reade     | Eva Ailloud       |
| 2013 | Mariana Pajón     | Alise Post        | Caroline Buchanan |
| 2014 | Laura Smulders    | Caroline Buchanan | Mariana Pajón     |
| 2015 | Mariana Pajón     | Alise Post        | Sarah Walker      |
| 2016 | Caroline Buchanan | Laura Smulders    | Mariana Pajón     |

## Medagliere
| Pos.   | Nazione       | Oro | Argento | Bronzo | Totale |
| ------ | ------------- | --- | ------- | ------ | ------ |
| 1      | Australia     | 2   | 2       | 1      | 5      |
| 2      | Colombia      | 2   | 0       | 3      | 5      |
| 3      | Regno Unito   | 1   | 1       | 0      | 2      |
| 3      | Paesi Bassi   | 1   | 1       | 0      | 2      |
| 5      | Stati Uniti   | 0   | 2       | 0      | 2      |
| 6      | Francia       | 0   | 0       | 1      | 1      |
| 6      | Nuova Zelanda | 0   | 0       | 1      | 1      |
| Totale | Totale        | 6   | 6       | 6      | 18     |